# 월터 내시
월터 내시 경(영어: Sir. Walter Nash, 1882년 2월 12일~1968년 6월 4일)는 뉴질랜드의 정치인으로, 제5대 뉴질랜드 노동당 당대표와 제 27대 뉴질랜드의 총리를 재임하였다.

## 역대 선거 결과
| 선거명      | 직책명                 | 대수 | 정당            | 득표율 | 득표수   | 결과 | 당락               |
| ----------- | ---------------------- | ---- | --------------- | ------ | -------- | ---- | ------------------ |
| 1925년 선거 | 하원의원 (허트 선거구) | 22대 | 뉴질랜드 노동당 | 40.98% | 4,286표  | 2위  | 낙선               |
| 1928년 선거 | 하원의원 (허트 선거구) | 23대 | 뉴질랜드 노동당 | 45.08% | 5,978표  | 2위  | 낙선               |
| 1929년 선거 | 하원의원 (허트 선거구) | 23대 | 뉴질랜드 노동당 | 40.53% | 5,047표  | 1위  | 허트 하원의원 당선 |
| 1931년 선거 | 하원의원 (허트 선거구) | 24대 | 뉴질랜드 노동당 | 59.08% | 9,187표  | 1위  | 허트 하원의원 당선 |
| 1935년 선거 | 하원의원 (허트 선거구) | 25대 | 뉴질랜드 노동당 | 74.25% | 11,873표 | 1위  | 허트 하원의원 당선 |
| 1938년 선거 | 하원의원 (허트 선거구) | 26대 | 뉴질랜드 노동당 | 72.84% | 10,687표 | 1위  | 허트 하원의원 당선 |
| 1943년 선거 | 하원의원 (허트 선거구) | 27대 | 뉴질랜드 노동당 | 60.87% | 8,823표  | 1위  | 허트 하원의원 당선 |
| 1946년 선거 | 하원의원 (허트 선거구) | 28대 | 뉴질랜드 노동당 | 58.67% | 8,025표  | 1위  | 허트 하원의원 당선 |
| 1949년 선거 | 하원의원 (허트 선거구) | 29대 | 뉴질랜드 노동당 | 57.68% | 8,153표  | 1위  | 허트 하원의원 당선 |
| 1951년 선거 | 하원의원 (허트 선거구) | 30대 | 뉴질랜드 노동당 | 57.73% | 8,872표  | 1위  | 허트 하원의원 당선 |
| 1954년 선거 | 하원의원 (허트 선거구) | 31대 | 뉴질랜드 노동당 | 60.26% | 8,371표  | 1위  | 허트 하원의원 당선 |
| 1957년 선거 | 하원의원 (허트 선거구) | 32대 | 뉴질랜드 노동당 | 62.63% | 8,975표  | 1위  | 허트 하원의원 당선 |
| 1960년 선거 | 하원의원 (허트 선거구) | 33대 | 뉴질랜드 노동당 | 54.26% | 7,614표  | 1위  | 허트 하원의원 당선 |
| 1963년 선거 | 하원의원 (허트 선거구) | 34대 | 뉴질랜드 노동당 | 58.61% | 8,865표  | 1위  | 허트 하원의원 당선 |
| 1966년 선거 | 하원의원 (허트 선거구) | 35대 | 뉴질랜드 노동당 | 51.70% | 7,861표  | 1위  | 허트 하원의원 당선 |